# Điểm tới hạn

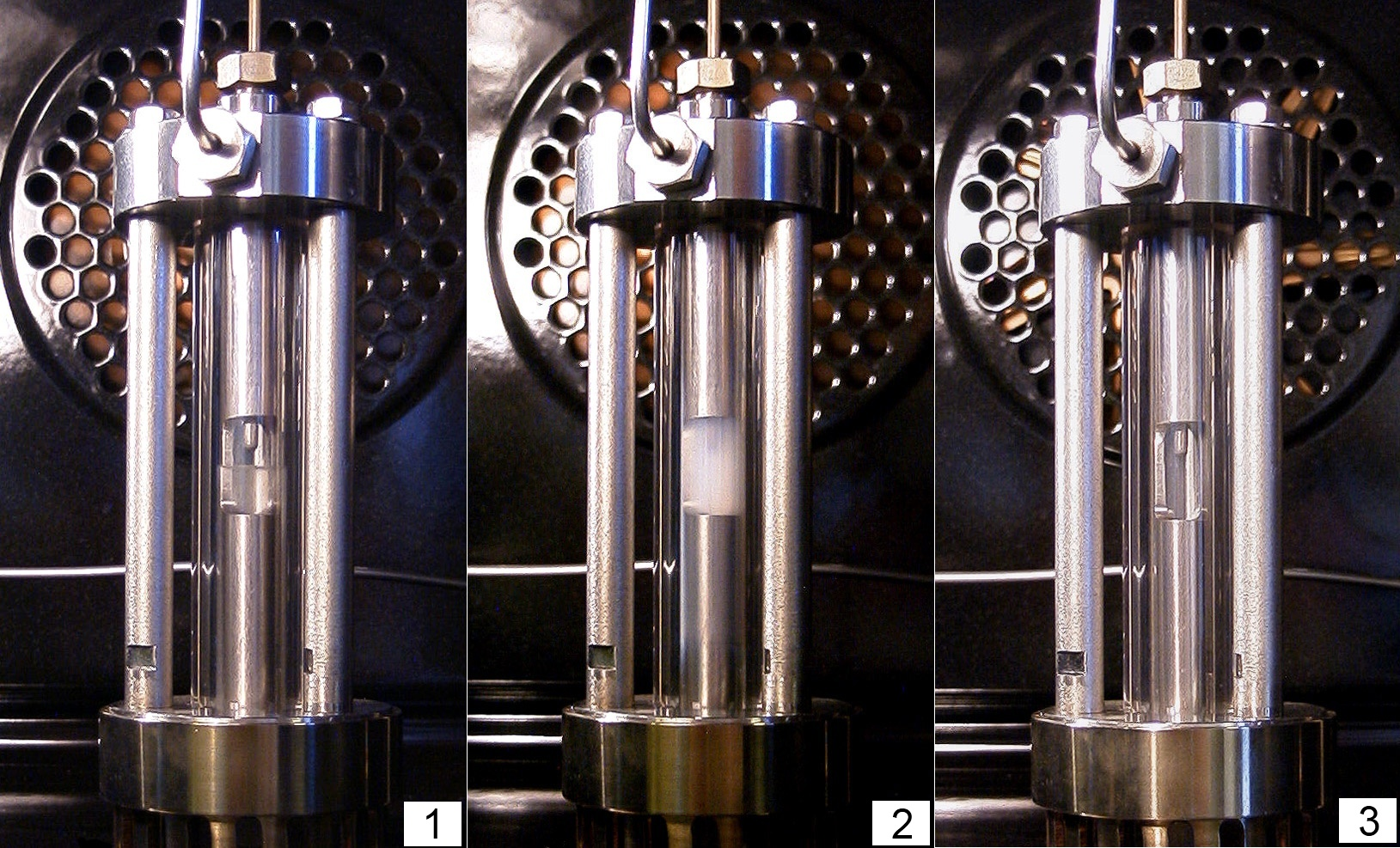
1. Etan gần tới hạn, pha lỏng và khí cùng tồn tại
2. Điểm tới hạn (32,17 °C, 48,72 bar), ánh opal
3. Etan siêu tới hạn, lỏng

Trong nhiệt động lực học, điểm tới hạn (hay trạng thái tới hạn) là điểm cuối cùng trên đường cong cân bằng pha. Ví dụ nổi bật nhất là điểm tới hạn chất lỏng-hơi, điểm cuối cùng của đường cong áp suất-nhiệt độ chỉ ra các điều kiện mà tại đó chất lỏng và hơi của nó có thể cùng tồn tại. Tại điểm tới hạn, được định nghĩa theo nhiệt độ tới hạn Tc và áp suất tới hạn pc, ranh giới pha không còn nữa. Các ví dụ khác là các điểm tới hạn của chất lỏng-chất lỏng trong các hỗn hợp.

## Bảng nhiệt độ và áp suất hơi tới hạn của một số chất
| Chất        | Nhiệt độ tới hạn         | Áp suất tới hạn (tuyệt đối) |
| ----------- | ------------------------ | --------------------------- |
| Argon       | −122,4 °C (150,8 K)      | 48,1 atm (4.870 kPa)        |
| Ammoniac    | 132,4 °C (405,5 K)       | 111,3 atm (11.280 kPa)      |
| Brom        | 310,8 °C (584,0 K)       | 102 atm (10.300 kPa)        |
| Caesi       | 1.664,85 °C (1.938,00 K) | 94 atm (9.500 kPa)          |
| Clo         | 143,8 °C (416,9 K)       | 76,0 atm (7.700 kPa)        |
| Etanol      | 241 °C (514 K)           | 62,18 atm (6.300 kPa)       |
| Flo         | −128,85 °C (144,30 K)    | 51,5 atm (5.220 kPa)        |
| Heli        | −267,96 °C (5,19 K)      | 2,24 atm (227 kPa)          |
| Hydro       | −239,95 °C (33,20 K)     | 12,8 atm (1.300 kPa)        |
| Krypton     | −63,8 °C (209,3 K)       | 54,3 atm (5.500 kPa)        |
| CH4 (metan) | −82,3 °C (190,8 K)       | 45,79 atm (4.640 kPa)       |
| Neon        | −228,75 °C (44,40 K)     | 27,2 atm (2.760 kPa)        |
| Nitơ        | −146,9 °C (126,2 K)      | 33,5 atm (3.390 kPa)        |
| Oxy         | −118,6 °C (154,6 K)      | 49,8 atm (5.050 kPa)        |
| CO2         | 31,04 °C (304,19 K)      | 72,8 atm (7.380 kPa)        |
| N2O         | 36,4 °C (309,5 K)        | 71,5 atm (7.240 kPa)        |
| H2SO4       | 654 °C (927 K)           | 45,4 atm (4.600 kPa)        |
| Xenon       | 16,6 °C (289,8 K)        | 57,6 atm (5.840 kPa)        |
| Lithi       | 2.950 °C (3.220 K)       | 652 atm (66.100 kPa)        |
| Thủy ngân   | 1.476,9 °C (1.750,1 K)   | 1.720 atm (174.000 kPa)     |
| Lưu huỳnh   | 1.040,85 °C (1.314,00 K) | 207 atm (21.000 kPa)        |
| Sắt         | 8.227 °C (8.500 K)       |                             |
| Vàng        | 6.977 °C (7.250 K)       | 5.000 atm (510.000 kPa)     |
| Nhôm        | 7.577 °C (7.850 K)       |                             |
| Nước        | 373,946 °C (647,096 K)   | 217,7 atm (22,06 MPa)       |